# Kaloula
Kaloula is een geslacht van kikkers uit de familie smalbekkikkers (Microhylidae). De groep werd voor het eerst wetenschappelijk beschreven door John Edward Gray in 1831.
Er zijn zeventien verschillende soorten, inclusief de pas in 2014 beschreven soort Kaloula latidisca. Alle soorten komen voor in delen van Azië en leven in de landen Bangladesh, China, India, Korea, de Filipijnen, de Kleine Soenda-eilanden en Sri Lanka.

## Taxonomie
Geslacht Kaloula
- Soort Kaloula assamensis
- Soort Kaloula aureata
- Soort Kaloula baleata
- Soort Kaloula borealis
- Soort Kaloula conjuncta
- Soort Kaloula indochinensis
- Soort Kaloula kalingensis
- Soort Kaloula kokacii
- Soort Kaloula latidisca
- Soort Kaloula mediolineata
- Soort Kaloula nonggangensis
- Soort Kaloula picta
- Soort Kaloula pulchra – Indische stierkikker
- Soort Kaloula rigida
- Soort Kaloula rugifera
- Soort Kaloula verrucosa
- Soort Kaloula walteri

Glyphoglossus · 
Kaloula · 
Metaphrynella · 
Microhyla · 
Micryletta · 
Phrynella · 
Uperodon